# Cäcilie von Rodt

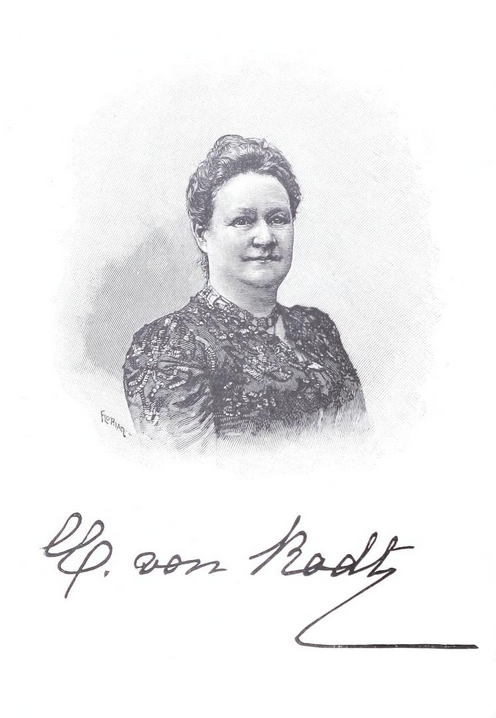
Portrait und faksimilierte Unterschrift von Cäcilie von Rodt, ca. 1903, Stich von Florian

Mathilde Sophie Cäcilie (auch: Cécile) von Rodt (* 5. Februar 1855 in Bern; † 27. Februar 1929 in Mentone) war eine Schweizer Weltreisende, Reiseschriftstellerin und Fotografin aus Bern.

## Familie
Cäcilie von Rodt stammte aus der alten Berner Patrizier-Familie Rodt. Sie war die Schwester des Architekten und Historikers Eduard von Rodt (1849–1926). Ihre Eltern waren der Kaffeeplantagenbesitzer Karl Eduard Rodt (1810–1890) und seine Frau Franziska Caroline Cäcilia, geb. Brunner (1828–10. Juli 1872). Bernhard Emanuel von Rodt (1776–1848) war Cäcilies und Eduards Grossvater. Cäcilies Neffe Bernhard von Rodt (1892–1970) war Architekt und Verfasser der Berner burgerlichen Genealogien. Cäcilies Vetter Alfred von Rodt (* 10. September 1843; † 4. Juli 1905) war seit April 1877 Pächter und Unterpräfekt (Subdelegado) der zu Chile gehörenden Robinson-Crusoe-Insel.

## Reisen

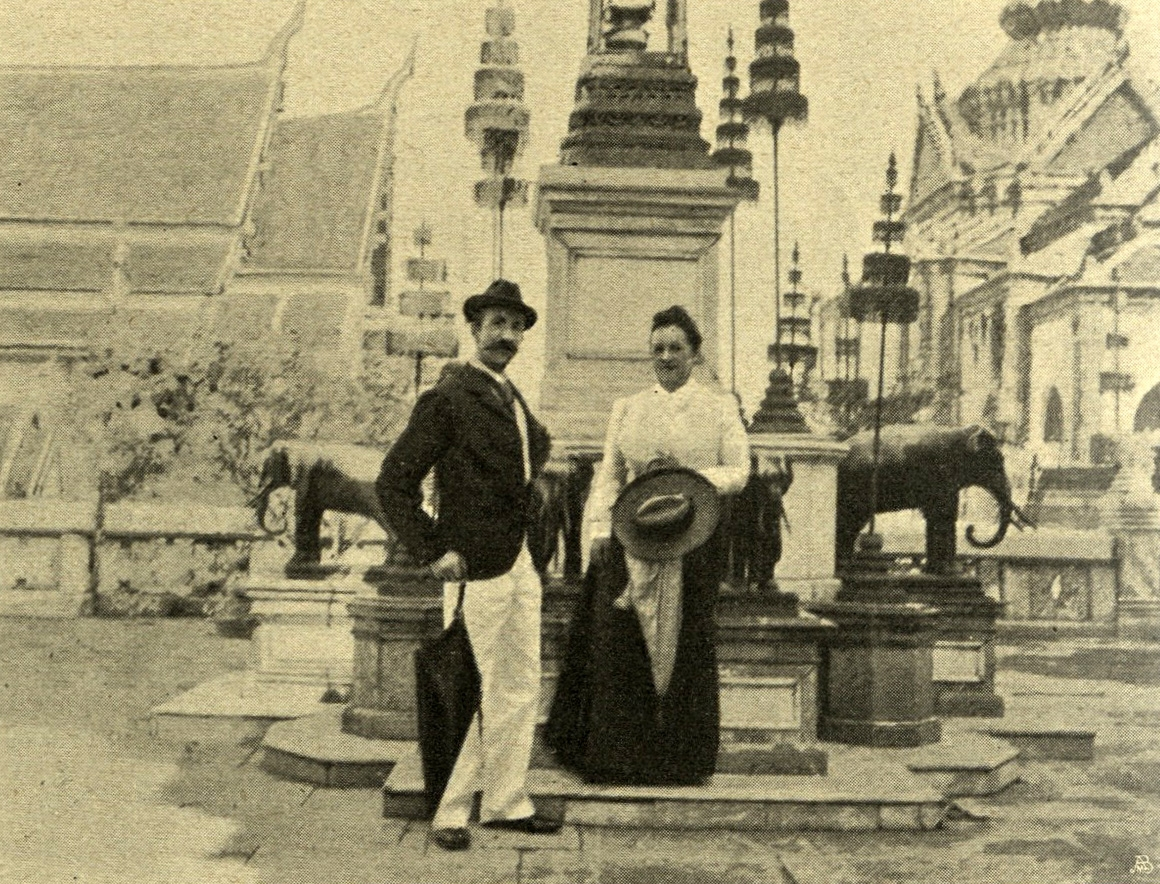
Cäcilie von Roth und ein unbekannter Herr im Palastviertel von Bangkok, circa 1901

Cäcilie von Rodt war zeitweilig Mitglied des Berner Musikvereins.
Sie besass (zumindest in den Jahren von 1889 bis 1895) mehrere Häuser in Bern in der Schosshaldenstrasse.
Nach dem Frühen Tod ihrer Mutter Cäcilia von Rodt im Jahr 1872 unternahm Cäcilie von Rodt mehrere Reisen mit ihrem Vater, Karl Eduard Rodt, nach Italien, Deutschland und Frankreich (Paris).
Im Jahr 1889 kaufte Cäcilie von Rodt die Brandruine des Hauses «Wyßloch» von der Berner Patrizierfamilie Wurstemberger, baute es nach Entwürfen ihres Bruders Eduard von Rodt in den Jahren 1889/1890 neu auf, benannte es in «Hohlinden» um und verkaufte es 1895 weiter.
Nach dem Tod ihres Vaters Karl Eduard Rodt im Jahr 1890 unternahm Cäcilie von Rodt mehrere ausgedehnte Reisen. Sie reiste zunächst allein nach Marocco, weiter nach Teneriffa und Madeira und dann auch auf das spanische und portugiesische Festland.
Inspiriert von den Abenteuer-Autoren ihrer Jugend – darunter James Fenimore Cooper und Jules Verne – ging sie auf Reisen, zunächst im Mittelmeerraum. Ihre ersten Reiseberichte veröffentlichte sie 1896.
Im selben Jahr (also 1896) schloss sie sich einer fünfmonatigen Orientreise einer deutschen Reisegesellschaft an. Diese führte nach Ägypten, Palästina, Syrien (insbes. Damaskus), Libanon (insbes. Baalbek und Beirut), nach Smyrna (heute: Izmir) in der Türkei und nach Griechenland. In Athen besuchte sie die ersten olympischen Spiele der Neuzeit und unternahm Exkursionen unter anderem nach Mykene, Marathon, Aegira und Olympia. Nach drei Wochen in Griechenland schloss sich Cäcilie von Rodt einer anderen Reisegesellschaft an, mit der sie über Konstantinopel (heute: Istanbul), Sophia, Budapest bis Wien reiste.
Im darauffolgenden Jahr (1897) reiste von Rodt mit einer Cook-Reisegruppe nach Dalmatien, Montenegro, Herzegowina und Bosnien; noch vor der Wende vom 19. zum 20. Jahrhundert auch nach Sizilien, Algerien und Tunesien.
Am 30. Mai 1901 begann Cäcilie von Rodt ihre Reise um die Welt. Dabei durchquerte sie die USA und fuhr von dort über Hawaii nach Japan, wo sie zwei Monate blieb. Dann reiste sie über China, Java, Thailand (Siam) und Myanmar (Burma) nach Indien und Sri Lanka (Ceylon) weiter. Auf ihrer Rückreise nach Europa legte sie einen Aufenthalt in Ägypten ein. Für die Zeit ungewöhnlich war sie ohne Begleitung zu ihrer Reise aufgebrochen.
Über ihre Erlebnisse auf dieser Weltreise veröffentlichte von Rodt 1903 das Buch Reise einer Schweizerin um die Welt. Einige der rund 700 Illustrationen darin stammen von ihr selbst, andere Aufnahmen von der Wienerin A. Sieber und dem Amerikaner A. E. Waters aus Baltimore. Viele der Abbildungen auf den Tafeln sind im Lande erworbene Studioaufnahmen.
Auf der schweizerischen und internationalen photographischen Ausstellung in Bern im Jahr 1903 erhielt Cäcilie von Rodt für ihre eingereichten Photographien eine «Ehrenmeldung zur Aufmunterung für befriedigende Leistungen».

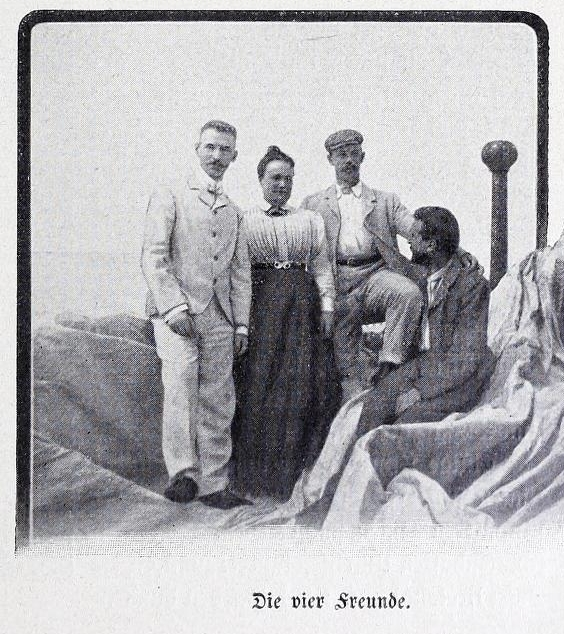
«Die vier Freunde» – Cäcilie von Rodt mit drei Reisegefährten auf ihrer Weltreise im Jahr 1901

1904/1905 unternahm von Rodt eine Reise durch Lateinamerika, auf der sie von Lissabon aus per Schiff zunächst nach Brasilien fuhr, dann weiter nach Argentinien und Chile. Von Valparaíso, Chile, aus fuhr sie mit dem Schiff Sirene zur Robinson-Crusoe-Insel im Juan-Fernández-Archipel, um dort ihren Vetter Alfred von Rodt zu besuchen, der die Insel seit Mai 1877 gepachtet hatte. Sie legte am 24. März 1905 in der Cumberland Bay an und fuhr am 29. März 1905 von der Robinson-Crusoe-Insel nordwärts an der Westküste Südamerikas entlang bis nach Mittelamerika und nach Mexiko, dann weiter nach St. Louis in den USA.
Über ihre Reise durch Mittel- und Südamerika veröffentlichte sie im Jahr 1907 ihr Buch Aus Central- und Südamerica im Verlag W. Wälchli, Bern.
Cacilie von Rodt trat im Jahr 1908 eine dritte Weltreise an, die sie über Canada nach Hawaii führte, wo sie einen Monat lang auf der Insel Kauaʻi blieb. Von dort reiste sie weiter nach Australien. Über diese Reise hat sie nicht in Buchform, aber in Form zahlreicher Feuilletons publiziert, ebenso über ihren Aufenthalt 1910 in Tunesien. – „Damit aber war's mit den weiten Reisen vorbei. Ein altes Knieleiden zeigte sich wieder…“, schrieb Cäcilie von Rodt in ihrem Lebensbild, einem Eintrag ins von Rodt'sche Familienbuch.
Cäcilie von Rodts Fotosammlung befindet sich heute zusammen mit der ihres Bruders Eduard in der Burgerbibliothek Bern. Dort ist auch eines ihrer Reisetagebücher aus dem Jahr 1901 archiviert.

## Werke
- Frühlingstage in Griechenland: Reise-Erinnerungen. 1896.
- Acht Tage in Nubien: Reise-Erinnerungen. 1896.
- In Kleinasien: (Tagebuchblätter). 1896.
- Von Cairo nach Jerusalem: Reiseerinnerungen. 1896.
- Römische Festtage. 1896.
- Aus dem alten Illyrien: Reiseerinnerungen. Buchdruckerei Berner Tagblatt, Bern 1897.
- Bilder aus Konstantinopel: Reise-Erinnerungen. 1897.
- Kairo. 1897.
- Reise-Erinnerungen aus Algier und Tunis. 1899.
- An der Küste von Marokko: Reiseerinnerungen. 1899.
- Trinakria: Reise-Erinnerungen. 1900.
- Reise einer Schweizerin um die Welt. Mit 700 Illustrationen, Vorwort von Nationalrat Albert Gobert (1843–1914). Verlag von F. Zahn, Neuenburg, 1903 od. 1904. Digitalisat. Erschien auch auf Französisch: Cécile de Rodt: Voyage d´une Suissesse autour du monde. Préface de Mr A. Gobat- F. Zahn, Neuchâtel 1904.
- Aus Central-und Südamerica. (Mit 21 Photo-Tafeln, 68 Abbildungen im Text, 1 farbigen gefalteten Karte). Verlag W. Wälchli, Bern 1907.